# Edna O’Brien
Edna O’Brien (Tuamgraney, Clare megye, 1930. december 15. – London, 2024. július 27.) ír író.

## Élete
Edna O’Brien 1930. december 15-én született Írországban Michael O’Brien és Lena Cleary gyermekeként.
1941-1946 között egy zárdában nevelkedett. Főiskolai tanulmányait a Gyógyszerészeti Főiskolán végezte Dublinban. 1950-ben diplomázott.
Rövid ideig gyógyszerészként dolgozott. Fiatal korától írt. Londonban élt.

## Díjai
- A Yorkshire Post regény díja (1971)
- Kingsley Amis-díj (1993)
- Európai Irodalmi Díj (1995)

## Magánélete
1954–1964 között Ernest Gébler író volt a párja.

## Művei
- The Country Girls (1960)
  - Vidéki lányok. Regény; fordította Udvarhelyi Hanna; Európa Kiadó, Budapest, 1974 (Európa zsebkönyvek)
- The Lonely Girl (1962)
- Girls in Their Married Bliss (1963)
- August Is a Wicked Month (1964)
- Casualties of Peace (1966)
- The Love Object (1968)
- A Pagan Place (1970)
- Night (1972)
- A Scandalous Woman (1974)
- Mother Ireland (1976)
- Johnny I Hardly Knew You (1977)
- Arabian Days (1977)
- Mrs. Reinhardt and Other Stories (1978)
- The Dazzle (1979)
- Returning: A Collection of New Tales (1982)
- A Fanatic Heart (1985)
- Vanishing Ireland (1987)
- Tales for the Telling (1987)
- The High Road (1988)
- On the Bone (1989)
- Lantern Slides (1990)
- Time and Tide (1992)
- House of Splendid Isolation (1994)
- Down by the River (1996)
- James Joyce (1999)
- Wild Decembers (2000)
- In the Forest (2002)
- The Light of Evening (2006)
- The Little Red Chairs (2015)
  - Kis piros székek; fordította Lukács Laura; Park Kiadó, Budapest, 2018
- Girl (2019)

### Magyarul
- Vidéki lányok. Regény; ford. Udvarhelyi Hanna; Európa, Bp., 1974 (Európa zsebkönyvek)
- Kis piros székek; ford. Lukács Laura; Park, Bp., 2018

## Külső hivatkozások
- Tűsarok.org[halott link]
- Edna O’Brien az Internet Movie Database oldalon (angolul)